# Kouddruklassen
Kouddruklassen is een lasprocedé waarbij werkstukken worden gelast zonder dat daarbij de temperatuur wordt verhoogd. Dit gebeurt door het toepassen van zeer hoge druk. In tegenstelling tot bij smeltlassen treedt er bij het kouddruklassen geen vloeibare fase op.

## Werkingsmechanisme
Als twee stukken materiaal elkaar raken, komen de atomen van de tegenover elkaar liggende voorwerpen zo dicht bij elkaar in de buurt dat zij elkaar gaan aantrekken en spontaan samengaan tot één samenhangend kristalrooster. Dit is een unieke eigenschap van zuivere metalen. Uiteraard gaat dat het best als beide oppervlakken een zeer schoon en glad oppervlak hebben dat bij voorkeur niet van een oxidehuid is voorzien, en in vacuüm.

## Geschiedenis
Het fenomeen van het kouddruklassen werd ontdekt in de jaren 1940. Men merkte dat twee schone gladde oppervlakken van een zuiver metaal, die in vacuüm tegen elkaar werden gedrukt, aan elkaar bevestigd bleven.

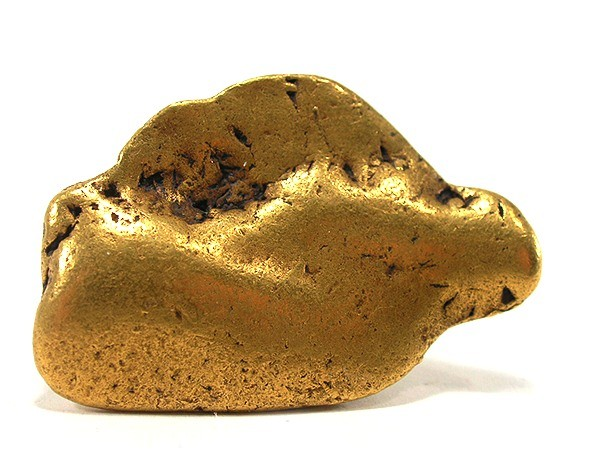
Een goudklomp. Deze worden in de natuur gevormd door kouddruklassen van kleinere gouddeeltjes, bijvoorbeeld als ze elkaar raken in riviertjes.

In tegenstelling tot kouddruklassen op macro-schaal, dat zeer een hoge druk vereist, ontdekten wetenschappers dat zeer dunne gouddraadjes (diameter minder dan 10 nm) binnen enkele seconden aaneengelast kunnen worden door eenvoudig mechanisch contact. Metingen met een transmissie-elektronenmicroscoop toonden aan dat er nagenoeg perfecte lassen waren ontstaan, met dezelfde kristaloriëntatie, sterkte en elektrische geleidbaarheid als de rest van de nanodraadjes.
Dergelijke lassen zijn later ook aangetoond met nanodraadjes van zilver, en met draadjes van goud en zilver onderling.
Feitelijk komt het proces in de natuur voor zonder dat men dat ontdekt had: edelmetalen hebben geen oxidelaag die onderlinge verbinding belemmert. Goudkorrels in de natuur kunnen daardoor onder druk eenvoudig met elkaar versmelten tot grotere goudklompen.

## Toepassingen
- Dit lasproces wordt nog maar zelden toegepast. Een nog wel voorkomende toepassing is het verbinden van elektrische draden, onder andere bij wire-wraps.
- Een andere toepassing is in de poedermetallurgie: poeders hebben een zeer groot oppervlak en daardoor een grote kans op onderlinge verbindingen als zij samengeperst worden. Bij het sinteren wordt dit toegepast, alhoewel daar wel warmte wordt toegevoegd.
- Het is ook mogelijk om kunststoffen te koudlassen: Met name pvc ('vinyl') wordt op deze wijze aaneengelast, alhoewel daar wel middelen ('lasvloeistof') worden toegevoegd om het oppervlak hiervoor geschikt te maken.

### Ongewenste toepassingen
- Koudlassen treden ook wel (onbedoeld) op waar gladde en schone metaalvlakken langere tijd onder hoge druk bijeen zijn gebracht, bijvoorbeeld bij een bout en een moer van roestvast staal die met kracht aaneen gedraaid zijn. Dit wordt ook wel 'vreten' genoemd. Als zo'n moer later losgedraaid wordt dan kan het gebeuren dat een deel van het oppervlak wordt losgescheurd. Om dit te voorkomen kan men smeermiddelen gebruiken.
- Een andere plaats waar koudlassen onbedoeld en ongewenst voorkomt, is bij de fabricage van nanopartikels.
- Er zijn ook speculaties dat koudlassen in de buitenaardse ruimte voor komt, bijvoorbeeld bij satellieten. Daar is immers geen atmosfeer aanwezig om oppervlakken te scheiden, worden zeer gladde edele metalen gebruikt en ontstaat niet spontaan een oxidehuid op niet-edele metalen. Echter er is nooit echt bewijs geleverd voor onbedoeld spontaan gevormde koudlassen in de ruimte.